# Мухамедов, Феликс Валеевич
Феликс (Филикс) Валеевич Мухамедов — специалист в области нефтегазового строительства, лауреат Государственной премии СССР (1984).

## Биография
Родился 1 февраля 1936 г. в Казани.
Окончил Казанский инженерно-строительный институт, инженер-строитель (1959). Работал в тресте «Востокнефтепроводстрой» Главгаза СССР (позже — Мингазпрома СССР, с 1972 г. — в составе Миннефтегазстроя СССР) мастером, прорабом, старшим прорабом, начальником участка, заместителем начальника строительного управления. Участвовал в строительстве магистральных газопроводов Бухара-Урал, Средняя Азия-Центр, Ухта-Торжок («Сияние Севера»).
С 1972 г. и. о. главного инженера треста, с 1973 г. — заместитель управляющего, с 1976 г. — управляющий трестом.
С 1979 г. начальник Главного управления по строительству магистральных трубопроводов в восточных районах (Главвостоктрубопроводстрой) (Уфа). За разработку и внедрение методов поточно-скоростного строительства трансконтинентального газопровода Уренгой-Помары-Ужгород стал лауреатом Государственной премии СССР в области техники за 1984 г.
С 1986 г. заместитель Министра строительства предприятий нефтяной и газовой промышленности СССР. После упразднения министерства (1991 г.) работал на руководящих должностях в концерне «Нефтегазстрой» (позднее РАО «Роснефтегазстрой»), в организациях нефтегазового комплекса.
Заслуженный строитель Российской Федерации (07.09.1995). Награждён орденом Трудового Красного Знамени и медалями.
Делегат XXVII съезда КПСС.
Умер 2 июля 2020 года. Похоронен на Троекуровском кладбище.